# 拉让乡
拉让乡（藏語：ལ་བྲང་），是中华人民共和国西藏自治区日喀则市仲巴县下辖的一个乡镇级行政单位。

## 行政区划
拉让乡下辖以下地区：
玛永村、唐西村和珠珠村。